# Cronache marziane (programma televisivo)
Cronache marziane è stato un programma televisivo italiano di genere talk show, in onda per due edizioni tra l'autunno 2004 e la primavera 2005, su Italia 1 in seconda serata, con la conduzione di Fabio Canino. Nella prima edizione il programma andava in onda il giovedì e il venerdì, mentre nella seconda andava in onda di mercoledì e venerdì.

## Storia
Si trattava di un irriverente talk-show che ospitava personaggi bizzarri ed eccentrici, che riprendeva la formula del format spagnolo di Telecinco Crónicas marcianas (1997-2005), adattato anche in Portogallo.
Accanto a Fabio Canino hanno partecipato al programma, tra gli altri, Éva Henger, Flavia Cercato, Candida Morvillo, Pippo Pelo, Bambola Ramona, Brigitta Bulgari, padre Apeles, Marxiano Melotti, Roberto Da Crema, Lisa Fusco, Alessandro Cecchi Paone, Berta Bertè, Immacolata Gargiulo e Carlos Blanco Pérez ma anche drag queen, transessuali e letterine.
Si parlò per la prima volta in televisione di feticismo del piede con Franca Kodi e Franco Vichi, editori della rivista Il feticista. Fece scalpore il bacio di Franco Vichi sulla pianta del piede di Paola Barale. Nella prima edizione inoltre, nella serata del giovedì, venivano condotti in trasmissione i concorrenti del Grande Fratello esclusi pochi minuti prima.
Raggiunse inizialmente notevoli valori di share nelle fasce televisive in cui veniva trasmessa, in diretta dagli studi di Cinecittà, ma non andò oltre la seconda edizione. Particolare successo inoltre ebbe la possibilità di inviare SMS che poi sarebbero potuti essere trasmessi durante la trasmissione in una barra in basso, meccanismo ormai ben inserito nel panorama televisivo. È andato in onda dal 7 ottobre al 17 dicembre 2004 e dal 2 febbraio al 20 maggio 2005.